# 交感神経系

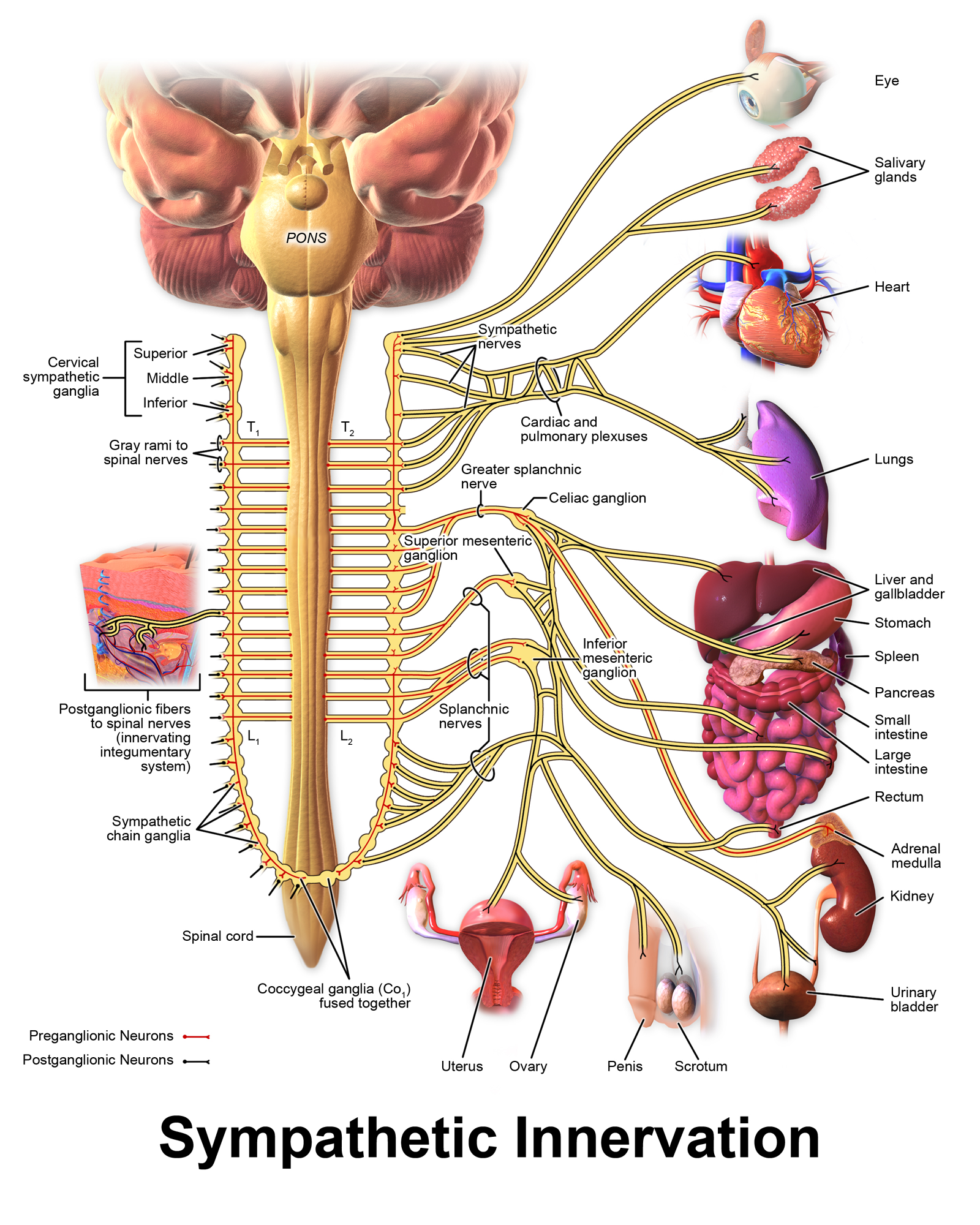
交感神経系の分布

交感神経系（こうかんしんけいけい、英語: sympathetic nervous system, SNS、ラテン語: pars sympathica divisionis）は、自律神経系の一つ。
「闘争と逃走の神経（英語ではFight and Flight)」などとも呼ばれるように、激しい活動を行っている時に活性化する。

## 概要
末梢の交感神経線維は胸髄・腰髄の側角細胞に始まる。ここから出た神経線維は交感神経幹神経節（椎傍神経節）またはさらに末梢の椎前神経節（腹腔神経節・上腸間膜神経節など）に至り、ここで次のニューロンに交代して末梢の効果器に分布している。このように交感神経は2つの神経線維の連絡から成り立っており、神経節までの線維を節前線維といい、交代した神経節から先の線維を節後線維という。なお、1つの節前線維に複数の節後線維が接続していることも多い。交感神経の神経節は交感神経節と呼ばれる。
胸髄上部から出た交感神経線維は上に向かい頚部交感神経節（上・中・下頚神経節）でニューロンをかえ、頭頚部や上肢、心臓、肺などに分布する。一方で、胸髄中・下部の線維は大内臓神経、小内臓神経などとして、交感神経幹を通過し、腹部の腹腔神経節などでニューロンをかえて腹部の臓器に分布する。また、腰髄上部からの交感神経線維は腰内臓神経を伝って下腸間膜神経節に入りニューロンをかえ、腹部から骨盤部の臓器に分布している。
交感神経には内臓に分布する線維のほかに皮膚の末梢血管や立毛筋に分布するものもあるが、これらは交感神経幹神経節でニューロンを交代する。

## 機構
- 神経伝達物質
  - アドレナリン
  - ノルアドレナリン
- 受容体（アドレナリン受容体）
  - α受容体
    - α1受容体
    - α2受容体

  - β受容体
    - β1受容体
    - β2受容体
    - β3受容体
- 心臓
  - β1受容体
    - 洞房結節→心拍数↑
    - 心房→収縮、伝導速度↑
    - 房室結節→自動能、伝導速度↑
    - ヒス束・プルキンエ線維→自動能、伝導速度↑
    - 心室→収縮、伝導速度↑
- 細動脈
  - α受容体
    - 冠動脈→収縮
    - 皮膚・粘膜→収縮
    - 骨格筋→収縮

  - β2受容体
    - 冠動脈→拡張
    - 骨格筋→拡張
- 肺
  - β2受容体
    - 気管支筋→弛緩
- 腎臓
  - β受容体
    - 傍糸球体細胞→レニン分泌↑

  - α受容体
    - 尿細管→Na再吸収↑
- 脂肪細胞
  - β3受容体
    - 脂肪分解、燃焼

## 臓器に対する効果
- 眼（T1〜T2）
  - 瞳孔→散大
  - 毛様体筋→収縮
- 唾液腺（T1〜T2）→粘液性の液を分泌
- 心臓（T1〜T5）→血圧↑、心拍数↑(ただしノルアドレナリン外部投与では血管収縮による圧受容反射で↓)、心収縮力↑、房室結節伝導時間延長短縮、電気的興奮性↑
- 血管（いくつかの外分泌腺の血管、いくつかの外性器の血管）→収縮
- 冠状動脈→拡張
- 気道・肺（T2〜T7）
  - 気管支平滑筋→弛緩
- 肝臓（T5〜T10）→グリコーゲン分解
- 脾臓（T5〜T12）→血管収縮（α受容体）、血管弛緩（β受容体）
- 胃腸管（T6〜L1）
  - 胃→平滑筋弛緩、括約筋収縮、胃活動↑、胃蠕動運動↓、胃液分泌↓
  - 腸管→平滑筋弛緩、括約筋収縮
- 副腎髄質（T10〜L2）→カテコールアミン分泌
- 腎臓（T11〜L1）→レニン分泌
- 膀胱（T12〜L4）→膀胱三角収縮、括約筋収縮、排尿筋弛緩
- 膵臓（T6〜T10）→膵液分泌↓、インスリン分泌↓
- 腸
  - 小腸→運動↓、平滑筋弛緩、括約筋収縮、腸液分泌↓
  - 直腸（T11〜L4）→平滑筋弛緩、括約筋収縮
- 胆嚢・胆管→弛緩
- 生殖器（T10〜L4）→射精
- 皮膚
  - 汗腺→発汗
  - 立毛筋→収縮
- 骨格筋動脈→収縮
- 血管（骨格筋内）→拡張（循環アドレナリンの作用）
- 一部の血管→収縮